# 7 (L'Arc〜en〜Cielの映像作品)
『7』（セブン）は、日本のロックバンド、L'Arc〜en〜Cielのライブビデオ。DVD版は2003年12月17日、BD版は2014年3月19日発売。発売元はKi/oon Records。

## 解説
本作品は、L'Arc〜en〜Cielが2003年6月28日から同年7月6日（同年6月30日、同年7月3日は除く）の7日間に渡って、国立代々木競技場・第一体育館で開催したライブ「Shibuya Seven days 2003」の最終日公演の模様を中心に収録したライブビデオである。
ライブ「Shibuya Seven days 2003」は、L'Arc〜en〜Cielが開催した久々のライブとなっている。L'Arc〜en〜Cielは2001年9月にシングル「Spirit dreams inside -another dream-」を発表した後、各メンバーがそれぞれソロ活動に専念していた。そのため、このライブは2000年に開催したドームツアー「TOUR 2000 REAL」から約2年半ぶりのライブとなった。ちなみにこのライブに名付けたタイトルおよび、本作のタイトルには、ライブの公演数である「7」という数字が含まれている。この数字は、バンド名の日本語訳である「虹」の色数、さらには『旧約聖書』の創世記における「神が世界を創造した日数」と一致する。kenは公演前に受けたインタビューで、このライブタイトルに含めた意味を聞かれ、「そういう意味合い（＝虹の色数、旧約聖書の話と一致すること）を手軽に使えるってことで、7日間になったと思うんですよ。そこが強調されすぎるならば、ハズしたほうがいいのかなと6月を勧めたんですが。まとめて東京でやれたら面白いし、そこさえキープできたらいいかなと」と語っている。
なお、このライブを計画していた当初は、ツアーとして開催することも考えていたという。国立代々木競技場・第一体育館での7公演になった経緯について、kenは「最初は大阪でもという声も出てたんですけど、東京4日大阪3日って聞くよりも、東京7日間、しかも渋谷7日間っていうほうがふざけてて面白いなって（笑）」と語っている。また、hydeは「最初はツアー的なことも考えたんですけど、どうせやるんだったら、変なほうがいいかなって（笑）」と述べている。
セットリストは、L'Arc〜en〜Cielがこれまでにリリースした楽曲から代表曲といえる音源を中心に構成されている。今回のセットリストについて、hydeは「3年ぐらい前にモトリー・クルーのライブを観に行ったんですけど、ベスト盤を出したツアーで、好きな曲のオンパレードだったんですよ。最高、と思って。ある意味そういうライブになればいいなと。今までは、ひとつのアルバムを中心に届けていく感じだったと思うんですよ。でも逆に、みんなが好きな曲をガンガンやって、祭りみたいに騒げたらいいんじゃないかなと。ラルクのファンで良かったと思ってもらえるものにしたいです」とライブ開催前に語っている。また、tetsuyaは「僕、個人的には、ベスト盤（＝3月に3枚同発でリリースされたベスト盤）に、この曲入れたかったなぁっていう曲を選びましたね。ベスト盤が、メンバーは選曲も曲順もまったくノータッチだったんですよ。だから、自分だったらこの曲入れたかったっていう曲を結構選びましたね、ライブの曲を選ぶときには」と述べている。
さらに、この公演で披露された楽曲「trick」では、メンバーが代わる代わるボーカルを担当している。hyde以外のメンバー3人は、2001年以降のソロ活動で全員ボーカリストとしてステージに立っていることもあり、それぞれのソロ活動での経験を生かしたパフォーマンスとなった。ちなみにhydeは、アルバム『SMILE』を発売した頃のインタビューで「今はラルクやっててもコーラスとか綺麗に出るから、気持ちいい」と述べている。なお、このライブ以降に開催したL'Arc〜en〜Cielの公演でも、パートを交代して演奏するパフォーマンスが定期的に披露されている。
フィジカルは通常盤（DVD）の1形態でリリースされている。本作には、曲と曲の間にライブのドキュメンタリーを挟みつつ、ライブ本編の映像が収められている。なお、1996年に発表したアルバム『True』を引っ提げて実施したライブツアーが未映像化であったため、「flower」「Lies and Truth」などのライブ映像は本作で初収録となった。また、この7日間ライブの模様はアルバム『SMILE』の初回限定盤に付属するDVDにも一部模様が収録されている。
また、2014年2月26日には本作を含む音楽作品18タイトルを収録したBD-BOX『L'Aive Blu-ray BOX -Limited Edition-』が発売され、本作のライブ音源CDも収録された。さらに、同年3月19日には、前述のボックス・セットに収められた本作のBlu-ray Disc版が単体でリリースされた。

## 収録曲
1. Fare Well
2. Caress of Venus
3. HEAVEN'S DRIVE
4. flower
5. get out from the shell
6. Lies and Truth
7. Driver's High
8. Blurry Eyes
9. STAY AWAY
10. 虹
11. trick
12. DIVE TO BLUE
13. あなた
14. Other Side of "7" [Audio A / Audio B]
メニュー画面より音声チャンネル「Audio A / Audio B」の切り替えができる。
「Audio A」には、当時噂になっていたバンド解散説を逆手にとった演出の後、2004年からの活動内容を発表したライブ終了後の様子を収録。
「Audio B」には、ライブ開演中のhydeのMCやハプニングなどを収録。